# Ангел Тодоров (издател)
Ангел Тодоров Тошков е български издател.

## Биография
Роден е на 20 октомври 1906 г. в гр. Видин. Завършва гимназия в родния си град (1925 г.) и право в Софийския университет (1930 г.). От 1923 г. е член на БКП. Близък до писателите: Георги Караславов, Христо Радевски, Кр. Пенев, Младен Исаев, Н. Ланков, Иван Руж. Съратник е на Георги Бакалов. Един от създателите на вестник „РЛФ“ през 1929 г. Специализира в Париж и Дижон, Франция (1930/31). Запознава се с писателите Анри Барбюс и Пол Елюар. Участва в Отечествената война като военен писател-доброволец и в списването на в. „Фронтовак“. Председател на Съюза на преводачите в България (1974 – 1979). Почетен председател на СБП от 1979 г. Превежда от френски и руски език. Умира през 1993 г.

## Произведения
- Клуб и фабрика. Разкази. 1932 г.
- Поеми без лъжа 1936 г.
- Полезни поеми. 1938 г.
- Из моя войнишки бележник. Стихотворения и разкази 1948 г.
- Стоян Михайловски. Баснописец и сатирик 1956 г.
- Български писатели. Преценки и впечатления 1964 г.